# هيكات 100
هيكات 100 (بالإنجليزية: 100 Hekate)‏ هو كويكب، يقع ضمن حزام الكويكبات. اكتشف في 11 يوليو 1868. وقد اكتشفه جيمس كريغ واتسون.

## روابط خارجية
- هيكات 100 في قاعدة بيانات مختبر الدفع النفاث لأجرام النظام الشمسي الصغيرة

- الاكتشاف · مخطط المدار ·  العناصر المدارية · المعلمات المادية

- هيكات 100 على موقع ويكي سكاي: DSS2, SDSS, GALEX, IRAS, Hydrogen α, X-Ray, Astrophoto, Sky Map, Articles and images